# Vlieger (bootje)
De vlieger is een klein roeibootje dat meegevoerd werd met een groter binnenvaartschip als bijbootje. Het diende als transportmiddel tussen het schip en de wal en kon maar enkele personen bevatten. 
Als type is het een aak.

## Constructie
Omdat het klein, licht en goedkoop van constructie was, werd het vaak door schippers zelf gebouwd of door handwerkslieden die geen scheepstimmerman waren.
In zijn meest elementere vorm bestond het uit 3 planken, een plank die plat neergelegd werd en waarvan de voor- en achterzijde werd opgetild, aan iedere zijde werd een plank bevestigd en de vlieger was klaar.
Op deze wijze gebouwde scheepjes komen over de gehele wereld voor in allerlei vormen en maten; het meest ontwikkeld is de sampan (soms ook sanpan genoemd), wat ook drie planken betekent.
Door de simpele bouw wijze is het aannemelijk dat het met de boomstamkano en het vlot tot de oudste vaartuigen behoort. 